# Pokran
Pokran este o arie protejată (arie specială de conservare — SAC, sit de importanță comunitară — SCI) din Republica Cehă întinsă pe o suprafață de 9,44 ha, integral pe uscat.

## Localizare
Centrul sitului Pokran este situat la coordonatele 48°50′57″N 16°30′03″E / 48.849167°N 16.500833°E.

## Înființare
Situl Pokran a fost declarat sit de importanță comunitară în aprilie 2005 pentru a proteja 1 specie de animale. Situl a fost protejat și ca arie specială de conservare în ianuarie 2018.

## Biodiversitate
Situată în ecoregiunea panonică, aria protejată nu include niciun habitat protejat.
La baza desemnării sitului se află o specie protejată de  pești: țipar (Misgurnus fossilis).